# Цушар
Цушар — село в Кулінському районі Дагестану.
Старожили говорять, що перші тухуми оселювалися на березі річки Кичатлул Кюй. Родоначальниками одних з перших тухумів (родів) були вродженці с. Кумух Абдурагім і 5 його синів: Гусейн, Абдуллах, Рашку, Азії, Бутта. Друге начало заложив вихідець з тих самих країв Ятул і його сини.
Якщо брати тутешню мову, обряди, звичаї — то вони збігаються з деякими селами Лакського району.
В 1904 році на місці старої маленької мечеті було збудовано нову й велику. В 1922 році відкрили латинську школу. В 1931 відкрили іншу школу, де з 1937 почали викладати за новим алфавітом (кирилицею).